# 1451 en littérature
| Années de la littérature : 1448 - 1449 - 1450 - 1451 - 1452 - 1453 - 1454    |
| Décennies de la littérature : 1420 - 1430 - 1440 - 1450 - 1460 - 1470 - 1480 |

Cet article présente les faits marquants de l'année 1451 en littérature.

## Naissances
- 17 février : Raffaello Maffei, humaniste, historien, encyclopédiste et théologien italien, mort le 25 janvier 1522.
- 4 mars : Andrea Torresano, imprimeur italien, de la république de Venise, mort le 21 octobre 1528.
- Date précise non renseignée ou inconnue :
  - Abraham ben Mordecai Farissol, écrivain, chercheur et géographe juif italien, mort en 1525 ou 1526.

## Décès
- Vers 1451 : John Lydgate, moine, traducteur et poète anglais, né vers 1370